# Félix Vélez Galván
Félix Vélez Galván (1833 – 1902) fue un Coronel de Caballería mexicano y presidente municipal de Sayula, Jalisco. Era conocido como "El Jícama".

## Origen
Nació en Zacoalco de Torres, Jalisco en 1833, y murió en la ciudad de Guadalajara, Jalisco el 20 de marzo de 1902.
Hijo de José Julián Vélez Serrano y María Luisa Galván. Su juventud la pasa ejerciendo el comercio y las actividades propias del campo. Al  principio de sus treinta, toma la causa liberal en la guerra civil de los tres años, al ingresar al cuerpo auxiliar de caballería del estado de Jalisco. Durante su vida a la par de su ejercicio militar se dedicará al comercio.

## Carrera militar
Durante la Guerra de Reforma obtiene el grado de coronel, mismo grado que sus compañeros y amigos Donato Guerra y Pedro A. Galván. Participa de la defensa de México durante la intervención francesa dentro del Ejército de Oriente, donde entabla amistad con Porfirio Díaz Mori.
Al terminar la Guerra de Intervención toma parte en los levantamientos armados de 1869 en contra del gobierno de Benito Juárez, por lo que es encarcelado.
Se levanta en armas nuevamente en 1871 contra el gobierno de Juárez, al secundar el Plan de la Noria, en apoyo del general Porfirio Díaz. Miembro del “Ejército Popular Constitucionalista, División de Jalisco” al mando del General Pedro A. Galván. Dadas las carestías de recursos para continuar la lucha, y la desaparición de la causa del levantamiento con la muerte de Juárez, Pedro A. Galván y su Ejército Popular se rinden, disolviéndose en Cocula y se acogen a la ley de amnistía en agosto de 1872.
El 7 de febrero de 1876, el general Donato Guerra se pronunció en Lagos, a favor del Plan de Tuxtepec, y el coronel Félix Vélez lo secunda levantándose en Sayula el día 12, haciendo un llamado general a la población para sumarse a la revuelta. Una vez más se pone bajo las órdenes de los generales Guerra y Galván. Casi un año después, el Congreso del Estado de Jalisco reconoció el Plan de Tuxtepec, y el general Díaz entró victorioso a Guadalajara seguido por 12 mil hombres. El 5 de mayo de 1877, el general Don Porfirio Díaz tomó la presidencia de México. Durante los diferentes levantamientos que finalmente llevan al poder al General Díaz, el Coronel Félix Vélez es encargado de ejercer empréstitos y recaudar bienes para las revoluciones.
En el estado de Jalisco las disputas entre los vallartistas y el general Francisco Tolentino por la gobernatura llevó la milicia a las calles en 1882. El coronel Félix Vélez bajo el pretexto formó una guerrilla y es derrotado en mayo cerca Teocuitatlan  por el gobernador interino  Antonio I. Morelos.
Durante 1885 cumplió con el cargo de presidente municipal de Sayula, Jalisco.
El coronel de caballería auxiliar Félix Vélez pide en 1889 su ingreso al depósito (reserva). Para 1894 se le nombra vocal suplente del consejo de guerra en la Ciudad de México, para la 5.ª zona militar; obteniendo la titularidad de vocal propietario del Consejo de Guerra Permanente en 1896.
Muere el 20 de marzo de 1902 en la ciudad de Guadalajara, se le da sepultura con honores militares.